# Towarzystwo Przyjaciół Zduńskiej Woli
Towarzystwo Przyjaciół Zduńskiej Woli – stowarzyszenie zrzeszające osoby zainteresowane działalnością na rzecz rozwoju społecznego i kulturalnego miasta Zduńska Wola. Celem działalności według założeń statutowych jest krzewienie miłości do Zduńskiej Woli, pielęgnowanie tradycji, upowszechnianie wiedzy o mieście, jego przeszłości, pracy i osiągnięciach bieżących.

## Historia
Towarzystwo Przyjaciół Zduńskiej Woli powstało 14 maja 1975 r. z inicjatywy Jerzego Kozłowskiego i Jerzego Skowrońskiego. Jednak inicjatywa jego utworzenia zrodziła się już w 1968 r. wśród działaczy miejscowego Oddziału PTTK. Działalność Towarzystwa koncentrowała się w pracy Komisji: Wydawniczo-Historycznej, Propagandowo-Organizacyjnej z Sekcją Ochrony Zabytków i Środowiska, Łączności z Absolwentami i Byłymi Mieszkańcami Zduńskiej Woli, Izby Tkackiej, Byłych Wychowanków i Pracowników Liceum im. Kazimierza Wielkiego. Komisja Izby Tkackiej gromadziła i ewidencjonowała eksponaty z dziedziny tkactwa chałupniczego i pamiątki historyczne celem utworzenia Muzeum Historii Miasta, które oficjalnie rozpoczęło swoją działalność 1 kwietnia 1980 r. (organizator Bronisława Chadrysiak). W 1975 r. przy współpracy Urzędu Miejskiego zorganizowano w 150 rocznicę nadania Zduńskiej Woli praw miejskich sesję naukową pt. Przeszłość i przyszłość Zduńskiej Woli, połączoną z wystawą dokumentów historycznych nazwaną Zduńskowolana. TPZW było również pomysłodawcą i inicjatorem utworzenia w 1975 r. corocznych Dni Zduńskiej Woli. Staraniem Towarzystwa w 1976 r., po naukowym opracowaniu, przywrócono miastu historyczny herb Prawdzic-Ostoja. We wrześniu 1980 r. z inicjatywy TPZW odsłonięto tablicę pamiątkową poświęconą Januszowi Teodorowi Dybowskiemu na budynku przy ul. Złotnickiego 13, a w 1987 r. Jerzemu Szaniawskiemu na budynku Miejskiej Biblioteki Publicznej przy ul. Łaskiej 12. Członkowie TPZW w 2004 r. czynnie byli zaangażowani w przygotowanie stałej wystawy muzealnej powstającego Muzeum Dziejów Zgromadzenia Księży Orionistów w Polsce z siedzibą w Zduńskiej Woli. TPZW posiada na swoim koncie ponad 130 regionalnych wydawnictw oraz broszur. Patronuje i jest w posiadaniu Galerii Niepospolitych Zduńskowolan, cyklu portretów autorstwa rysownika i członka stowarzyszenia Stanisława Klingera, wspierana notami biograficznymi najznamienitszych osób związanych z Zduńską Wolą. Dotychczas do galerii wprowadzono  66 osób.
W latach 1977–1988 TPZW posiadało swoją sekcję na terenie Warszawy, zrzeszając byłych mieszkańców miasta. Początkowo członkowie Towarzystwa urzędowali w pomieszczeniu Miejskiego Domu Kultury przy ul. Łaskiej 12. W 1994 r. Towarzystwo przeniosło się do Muzeum Historii Miasta Zduńska Wola przy ul. Złotnickiego 7. Od roku 2005 stowarzyszenie jest zrzeszone w Ruchu Stowarzyszeń Regionalnych Rzeczpospolitej Polskiej. Od 2012 r. prowadzi kwestę na rzecz renowacji nagrobków na starym cmentarzu. Uchwałą Walnego Zebrania Członków z dnia 18 czerwca 2015 r. siedziba stowarzyszenia została przeniesiona do budynku przy ul. Złotnickiego 3 (II piętro). Od kwietnia 2016 r. stowarzyszenie znajduje się w budynku przy ul. Mickiewicza 4. 10 października 2016 r. TPZW zostało odznaczone medalem „Zasłużony dla Miasta Zduńska Wola”. Od listopada 2018 r. przy Towarzystwie działa Sekcja Miłośników Motoryzacji. W maju 2020 r. powstała Sekcja Badań Historycznych. Towarzystwo posiada również szkolne koło przy Szkole Podstawowej im. ks. Jana Twardowskiego w Janiszewicach. Od 2023 r. jest wydawcą czasopisma „Rocznik Zduńskowolski”.
Znanymi członkami i działaczami Towarzystwa Przyjaciół Zduńskiej Woli byli: dr n. med. Stefan Chmiel (prezes Zarządu w latach 1975–1993), prof. dr  Tadeusz Kobusiewicz (wiceprezes Zarządu w latach 1975–1979), Jerzy Kozłowski (wiceprezes Zarządu w latach 1975–2003), Feliks Rajczak (członek Zarządu w latach 1975–1979 i sekretarz w latach 1980–1987), dr Janusz Teodor Dybowski, Bogdan Ostromęcki, ks. prof. dr hab. Woldemar Gastpary, Stanisław Fuks (członek Zarządu Sekcji Warszawskiej w latach 1977–1984), dr hab. Marian Klimczak (członek Zarządu Sekcji Warszawskiej w latach 1983–1988), Józef Rezler, doc. dr Leon Feliks Kral i prof. dr hab. Józef Śmiałowski.

## Działalność wydawnicza
Znaczącym i liczącym się dorobkiem działalności Towarzystwa Przyjaciół Zduńskiej Woli są niewątpliwie osiągnięcia edytorskie. Jest wydawcą wielu książek, katalogów, broszur, folderów, programów i pocztówek, m.in.
- Maria Gołębianka-Żytomirska – malarstwo i poezja [folder], tekst Feliks Rajczak, Towarzystwo Przyjaciół Zduńskiej Woli, [Zduńska Wola] 1975.
- Dwie pieśni o Zduńskiej Woli [broszura], Towarzystwo Przyjaciół Zduńskiej Woli, [Zduńska Wola] 1978.
- Przemysław Staszewski, Zduńskowolskie linoryty [katalog], Towarzystwo Przyjaciół Zduńskiej Woli, [Zduńska Wola] 1979.
- Herman Bertold (1885-1961). Malarstwo [folder], Towarzystwo Przyjaciół Zduńskiej Woli, Wydział Kultury Urzędu Miejskiego w Zduńskiej Woli, [Zduńska Wola] 1981.
- Obrazy i słowa, red. Feliks Rajczak, Towarzystwo Przyjaciół Zduńskiej Woli, [Zduńska Wola] 1982.
- Ryszard Poradowski, Zduńska Wola i okolice, Towarzystwo Przyjaciół Zduńskiej Woli, [Zduńska Wola] 1984.
- Tadeusz Olejnik, Ochotnicza Straż Pożarna w Zduńskiej Woli 1878-1978. Zarys monograficzny, Towarzystwo Przyjaciół Zduńskiej Woli, Związek Ochotniczych Straży Pożarnych Zarząd Wojewódzki, [Zduńska Wola] 1984
- Wacław Pawlak, Miasto przy fabrycznym trakcie, Towarzystwo Przyjaciół Zduńskiej Woli, [Zduńska Wola] 1986.
- Fraszki o Zduńskiej Woli, Towarzystwo Przyjaciół Zduńskiej Woli, [Zduńska Wola] 1988.
- Józef Śmiałowski, Zakład Taboru Polskich Kolei Państwowych w Zduńskiej Woli-Karsznicach (1933-1993), Towarzystwo Przyjaciół Zduńskiej Woli, [Zduńska Wola] 1993.
- Jerzy Kozłowski, Miastu potrzebni, Towarzystwo Przyjaciół Zduńskiej Woli, Zduńska Wola 1995.
- Tadeusz Kościan, Kalendarium Zduńskiej Woli, Towarzystwo Przyjaciół Zduńskiej Woli, Zduńska Wola 1995.
- Przemysław Sowa, Komendanci ZWZ-AK w Obwodzie Sieradzkim, Towarzystwo Przyjaciół Zduńskiej Woli, Zduńska Wola 2002.
- Helena Kozłowska-Dębicka, Zduńskowolskie wspomnienia, Towarzystwo Przyjaciół Zduńskiej Woli, Zduńska Wola 2008.
- Jarosław Stulczewski, Damian Lewiński, Dzieje zawodowego pożarnictwa w Zduńskiej Woli 1957-2017, Towarzystwo Przyjaciół Zduńskiej Woli, Zduńska Wola 2017.
- Mariusz Budkiewicz, Kapłani parafii Wniebowzięcia Najświętszej Maryi Panny w Zduńskiej Woli, Towarzystwo Przyjaciół Zduńskiej Woli, Zduńska Wola 2018.
- Dawid Mazurkiewicz, Miasto Zduńska Wola w Polsce Odrodzonej 1918-1939 - z dziejów samorządu, Towarzystwo Przyjaciół Zduńskiej Woli, Zduńska Wola 2018.
- Społeczeństwo i dzieje ziem powiatu zduńskowolskiego w walce o niepodległość, pod red. Jarosława Stulczewskiego, Towarzystwo Przyjaciół Zduńskiej Woli, Zduńska Wola 2018.
- Jarosław Stulczewski, Elżbieta Nejman, Czechy. Dzieje miejscowości, Towarzystwo Przyjaciół Zduńskiej Woli, Zduńska Wola 2019.
- Między wiarą a tożsamością. Protestanci na ziemiach Polski centralnej, pod red. Jarosława Stulczewskiego, Towarzystwo Przyjaciół Zduńskiej Woli, Zduńska Wola 2020.
- Ewa Pohl, Remigiusz Neumann, 150 lat baptyzmu w Zduńskiej Woli 1870-2020, Towarzystwo Przyjaciół Zduńskiej Woli, Zduńska Wola 2020.
- Mariusz Budkiewicz, Maksymilian M. Kolbe. Męczennik ze Zduńskiej Woli, wyd. II, Towarzystwo Przyjaciół Zduńskiej Woli, Zduńska Wola 2021.
- Juliusz Madaliński, Magistrala z perłą w tle. Karsznice na łamach prasy w latach 1930-1939, Towarzystwo Przyjaciół Zduńskiej Woli, Zduńska Wola 2023.
- Monografia Gminy Zduńska Wola. Od rozbiorów do współczesności, pod red. Jarosława Stulczewskiego, Zdzisława Włodarczyka, Towarzystwo Przyjaciół Zduńskiej Woli, Zduńska Wola 2023.